# David Bosa
David Bosa (Trento, 28 aprile 1992) è un pattinatore di velocità su ghiaccio italiano.

## Biografia
All'età di 21 anni partecipa ai Giochi olimpici di Soči 2014 nei 500 metri, arrivando 31º con il tempo totale di 71"28.
Nello stesso anno arriva 20º con 144.260 punti ai Mondiali sprint di Nagano, in Giappone. L'anno successivo ad Astana, in Kazakistan, chiude 21º con 143.060. Nel 2016, a Seul, in Corea del Sud, 28º.
Nel febbraio 2017 stabilisce il record italiano dei 500 metri ai Mondiali sprint di Calgary, in Canada, fermando il cronometro a 34"59, arrivando 19º con 138.610 punti nella classifica finale.
Nel 2018 non prende parte ai Giochi di Pyeongchang 2018, a seguito di una squalifica per le tappe di Coppa del Mondo decisive per la qualificazione, squalifica arrivata in seguito ad un deferimento della Federghiaccio, che non gli aveva concesso di allenarsi con Giorgio Baroni.
Ai campionati europei della stagione 2020/21 arriva sesto in classifica generale, conquistando il miglior piazzamento di sempre per un pattinatore italiano agli Europei Sprint.
Ai Giochi olimpici di Pechino 2022 termina 25º nei 500 metri e 15º nei 1000 metri.

## Palmarès

### Coppa del Mondo
- 2 podi
  - 2 terzi posti (nei 1000m)